# 金處善
金处善（韓語：김처선，15世纪？—1505年），朝鲜王朝的内侍，侍奉从第四代朝鲜世宗到第十代燕山君共七位国王。
在世宗时期，金处善因具备医药知识而备受信任。1460年（朝鲜世祖6年），他被追录为元从功臣，元从功臣授予立有较小功绩者的功臣称号，官至三品。朝鲜成宗时期，因治愈大妃疾病有功，晋升为正二品资宪大夫。他曾多次向历代国王进言，因此多次遭流放又复职，但最终官至内侍最高位的尚膳内侍，在宫廷侍奉至少五六十年。1505年（燕山君11年），他触怒燕山君被处死，其名字中的“处”“善”二字被严禁使用，家族墓地遭破坏，宅邸被填平为池。1506年（燕山君12年）9月2日，朴元宗、成希颜等发动宫廷政变，燕山君被废，其异母弟晋城大君即位为朝鲜中宗后，金处善恢复名誉，故乡还为其修建表彰忠臣的红色旌门以称颂功绩。

## 影视形象
- 朴圭彩：MBC《雪中梅》（1984年）
- 李季永：KBS2《韩明浍》（1994年）
- 李樂薰：KBS《张绿水》（1995年）
- 張仁漢：SBS《林巨正》（1996年）
- 金城汉：KBS《王与妃》（1998～2000年）
- 張項線：电影《王的男人》（2006年）
- 吴万石、朱珉柱：SBS《王和我》（2007年）
- 孟床訓：JTBC《仁粹大妃》（2011～2012年）